# Clarkson Stanfield

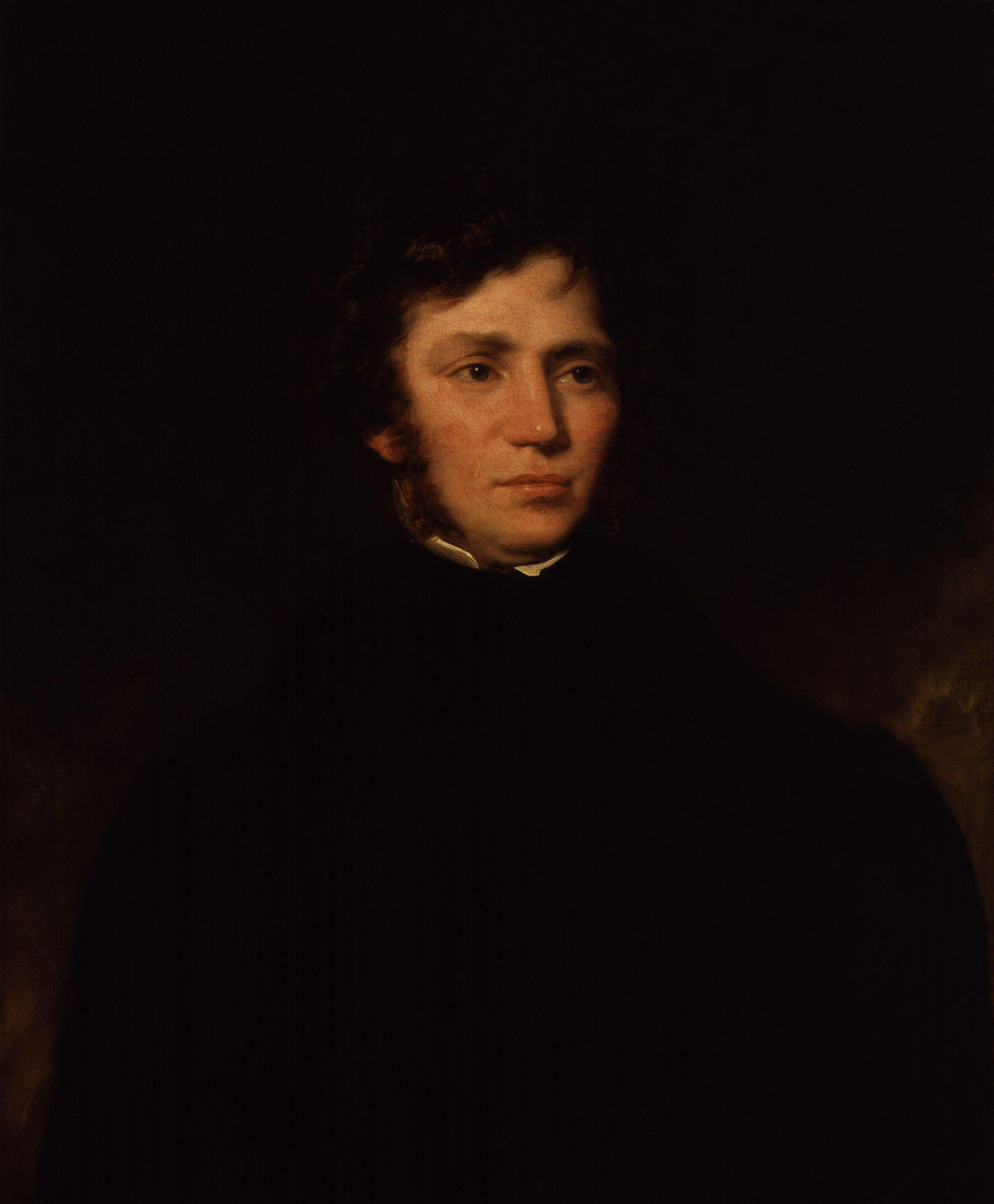
Clarkson Stanfield, Porträt von John Simpson, um 1829

Clarkson Frederick Stanfield, RA (oft irrtümlich William Clarkson Stanfield) (* 3. Dezember 1793 in Sunderland; † 18. Mai 1867 in Hampstead) war ein schon zu Lebzeiten berühmter englischer Bühnen-, Landschafts- und Marinemaler. Den Vornamen ‚Clarkson‘ wählte sein Vater James Field Stanfield, ein in Irland geborener Seemann, Autor, Schauspieler und Kämpfer gegen den Sklavenhandel, nach dem ihm persönlich bekannten und bewunderten Thomas Clarkson, dem Gründer der Abolitionistenbewegung.

## Leben
Stanfield trat bereits in jungen Jahren in die britische Handelsmarine ein. 1808 trat er den Dienst in der Royal Navy an und wurde dort vor allem von Captain Marryat gefördert, der seinen Fleiß und Charakter schätzte, aber auch sein künstlerisches Talent bewunderte. 1814 schied er jedoch aufgrund einer Verletzung, die er sich beim Sturz aus einem Mast zuzog, aus der Marine aus. Queen Victoria bezeichnete diesen Sturz später mit dem Satz „What a lucky tumble!“. 1815 unternahm er auf dem Ostindienfahrer Warley eine Reise nach China, von der er mit zahlreichen Skizzen zurückkehrte, auf die er in seiner späteren Karriere mehrfach zurückgriff. Schließlich entschloss er sich, als Bühnen- und Panoramamaler sein Glück zu versuchen, und bekam im August 1816 eine erste Anstellung im Old Royalty Theatre (Wellclose Square) in London, die so erfolgreich verlief, dass er bereits kurz darauf in das neu eröffneten Royal Coburg Theatre in Lambeth wechselte, wo er David Roberts traf, mit dem ihm schließlich eine lebenslange Freundschaft verband. Dabei ergänzten sich beide durch ihre unterschiedlichen Detailkenntnisse über die Seefahrt (Stanfield) und Architektur (Roberts).
Stanfield begann schon frühzeitig nebenher Staffeleibilder zu malen und beteiligte sich etwa ab 1820 an Ausstellungen. 1823 war er Mitbegründer der Royal Society of British Artists und wurde 1829 Präsident dieser Gesellschaft. 1832 und 1835 wurde er, aus Sicht der Kunstkritik viel zu spät, zum Mitglied der Royal Academy of Arts und zum Royal Academician gewählt.
Stanfield war zweimal verheiratet: In erster Ehe mit Mary Hutchinson (* um 1799; † 27. November 1821; ⚭ am 20. Juli 1818 in St. Dunstan’s, Stepney). Aus dieser ersten Ehe gingen zwei Kinder hervor: Clarkson William Stanfield (* 25. Juli 1819; † 24. Januar 1853) sowie Mary Elizabeth Stanfield (* 31. Oktober 1821).
Seine zweite Ehefrau war Rebecca Adcock (* 17. März 1808; † 12. Juni 1875), die er am 15. Oktober 1825 in Southwark heiratete. Sie bekamen zehn Kinder, darunter (als Zweitältester) George Clarkson Stanfield, der das künstlerische Talent seines Vaters erbte und ebenfalls als (Marine-)Maler und Zeichner berühmt wurde. Es gelang ihm allerdings zeitlebens nicht, aus dem übergroßen Schatten seines Vaters herauszutreten.
Stanfield war einer der engsten Freunde von Charles Dickens, für den er zahlreiche Illustrationen für einige dessen kleinerer Bücher zeichnete. 1857 widmete Dickens sein Buch Little Dorrit Stanfield. Nach Stanfields Tod schrieb Dickens über ihn:

„He was the soul of frankness, generosity and simplicity. The most genial, the most affectionate, the most loving and the most lovable of men. Success had never for an instant spoiled him … He had been a sailor once; and all the best characteristics that are popularly attributed to sailors, being his, and being in him refined by the influence of his Art, formed a whole not likely to be often seen.“

Kurz nach seinem Tod nannte der britische Schriftsteller, Maler und Kunstkritiker John Ruskin ihn

„leader of the British Realists and the noblest master of cloud forms of all our artists.“

Stanfield wurde am 27. Mai 1867 auf dem Friedhof Kensal Green R.C. beerdigt.

## Werk
Clarkson Stanfield galt zeitgenössischen Kritikern, zusammen mit William Turner, als einer der besten Marine- und Landschaftsmaler Englands.
Nachdem er die Marine krankheitsbedingt verlassen hatte, wandte er sich erst der Bühnenmalerei zu und erreichte in diesem Metier einen ersten künstlerischen Höhepunkt schließlich ab 1823 am Drury Lane Theatre in London, wo er nach Ansicht der zeitgenössischen Kritik selbst den Maler de Loutherbourg übertraf, der früher am Drury Lane gearbeitet hatte und der Bühnenmalerei ein hohes Ansehen verschafft hatte. Stanfield perfektionierte seine Arbeit und wurde schließlich neben den bekannten Seestücken auch für detailreiche Dioramen bekannt: „There he did more than any painter of his generation in advancing the taste of the public for landscape art.“ Um das Jahr 1834 hörte Stanfield mit der Bühnenmalerei auf, half jedoch vereinzelt und auf Wunsch seiner engen Freunde, wie William Macready, Charles Dickens oder Benjamin Nottingham Webster, für das von diesem gegründete Adelphi Theatre gelegentlich aus, um einzelne Szenen für Theaterstücke zu malen. Weite Beachtung fand u. a. sein umfangreiches (bewegliches) Bühnenbild für die am 10. Juni 1838 erfolgte Aufführung von Shakespeares Henry V seines Freundes, Direktors und Schauspielers am Drury Lane Theatre, William Charles Macready.
Nach seinem Abschied vom Theater malte Stanfield sowohl Ölgemälde als auch Aquarelle, vornehmlich Seestücke sowie Küsten- und Flusslandschaften. Sein erstes größeres Ölgemälde „Wreckers off Fort Rouge“ stellte er 1827 in der British Institution aus.
Bei seinen häufigen Reisen nach Italien, Frankreich, Deutschland und Holland entstanden in den 1830er Jahren viele venezianische Ansichten und in den 1840ern hauptsächlich holländische Szenen. Etliche dieser Arbeiten erschienen als Lithografien und Stahlstiche in der Reiseliteratur der Zeit, speziell in Travelling sketches in the north of Italy, the Tyrol and on the Rhine (1832), Travelling Sketches on the Rhine, and in Belgium and Holland (1833), Travelling sketches on the sea-coasts of France (1834) sowie den Sketches on the Moselle, the Rhine and the Meuse (1838).

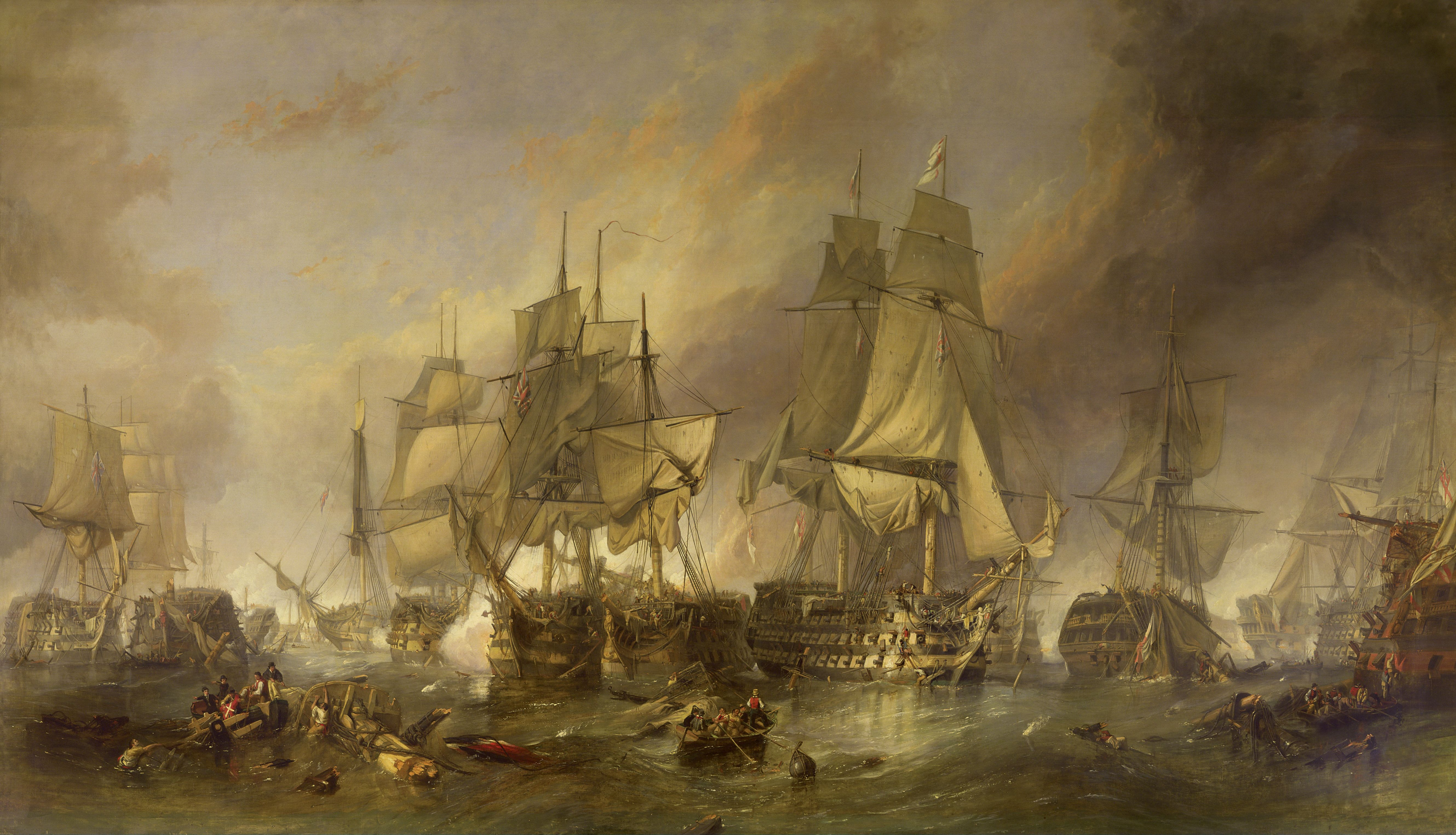
The Battle of Trafalgar (1836)

1831 erhielt er den Auftrag, die Eröffnung der New London Bridge und des Hafens Portsmouth durch König Wilhelm IV. darzustellen. Seine wahrscheinlich beste Arbeit aber war das Gemälde Battle of Trafalgar (1836), das er für den Londoner United Services Club in der Pall Mall anfertigte, wo es noch heute hängt. Andere bedeutende Arbeiten sind: The Castle of Ischia (1841), The Day After the Wreck (1844), On the Dogger Bank (1846), The Battle of Roveredo (1851), Victory towed into Gibraltar (1853), und The abandoned (1856).
Einige seiner Ölgemälde mit Szenen seiner Reisen an die Mosel, u. a. im Sommer 1829, (er reiste mit einem „Reisekahn“) sind auch in Deutschland in öffentlichen Sammlungen zu sehen; so beispielsweise in Bonn, Trier und Koblenz. Ein Bild zeigt den Maler bei der Arbeit vor der Kulisse des Moselortes Klotten in seinem Kahn sitzend und diente als Titelbild für die Sketches on the Moselle, the Rhine and the Meuse (1838).
Gleich mehrmals reiste er nach Italien und durch Zufall wurde er so 1839 Augenzeuge des Ausbruchs des Vesuv. Der Anblick hinterließ bei ihm einen großen Eindruck, so dass diesen schließlich in einem größeren Ölgemälde verewigte.
1870, drei Jahre nach Stanfields Tod, ehrte man ihn mit einer großen Retrospektive seiner Arbeiten in der Royal Academy Winter Exhibition. In ihrer überwältigenden Kritik schrieb die „Times“ damals:

„There are no English painters whose works have won wider and warmer popularity outside the artistic pale. Stanfield’s practiced command of the artist of composition, his unerring sense of the agreeable and picturesque in subject and effect, his pleasant and cheerful color and last, not least, the large use to which he turned his knowledge and love of the sea and shipping… (all) added to the widespread admiration he had won by his consummately skillful scene painting, (and) combined to make him one of the most popular, if not the most popular, of landscape painters.“